# Sahakduxt
Sahakduxt (fl. IX secolo) è stata una compositrice, poetessa e insegnante armena.

## Biografia
Fu una asceta che visse in una grotta nella valle di Garni, vicino all'attuale città di Erevan; lì ella compose poemi sacri e canti liturgici. Della sua produzione è giunto a noi soltanto uno di essi dal titolo Srt'uhi Mariam ("Santa Maria"), un acrostico in versi composto da nove stanze. Si pensa che molti dei suoi inni fossero dedicati alla vergine Maria. Alcuni di essi, si pensa, abbiano costituito un modello per questo tipo di composizione realizzata nei secoli successivi.  Si sa che Sahakduxt insegnò le sue melodie sacre ad innamorati e aspiranti religiosi; questo rimanendo celata dietro una tenda come imponevano le usanze del tempo.
Suo fratello fu il teorico musicale Step'annos Siwnec'i.